# Ioan-Paul Popescu
Ioan-Paul Popescu este un fost senator român în legislatura 1992-1996 ales în județul Olt pe listele partidului PNTCD. În cadrul activității sale parlamentare, Ioan-Paul Popescu a inițiat o singură propunere legislativă. 

## Legaturi externe
- Ioan-Paul Popescu Arhivat în 22 august 2016, la Wayback Machine. la cdep.ro